# イブニング・ニュース TBC
『イブニング・ニュース TBC』（イブニング・ニュース ティービーシー）は、東北放送（TBC）テレビで、2005年3月28日から2009年3月29日まで放送した夕方のローカルニュース番組（=JNNイブニング・ニュースの宮城県ローカルパート）。正式タイトルは『JNNイブニング・ニュース TBC』。
なお、平日は『JNNイブニング・ニュース』と同様2009年3月27日（週末は3月29日）を以て終了し、3月30日からは『総力報道!THE NEWS TBC（週末はTHE NEWS TBC）』がスタートした。

## 放送時間の変遷
| 期間      | 期間      | 放送時間（JST）       | 放送時間（JST）       | 放送時間（JST）       |
| 期間      | 期間      | 月 - 金曜日           | 土曜日                | 日曜日                |
| --------- | --------- | --------------------- | --------------------- | --------------------- |
| 2005.3.28 | 2006.3.31 | 18:16 - 18:55（39分） | （放送なし）          | （放送なし）          |
| 2006.4.1  | 2009.3.29 | 18:16 - 18:55（39分） | 18:50 - 19:00（10分） | 17:50 - 18:00（10分） |

補足
- 平日・日曜日は『JNNイブニング・ニュース』全国パート終了後に放送。
- 土曜日は2008年3月29日まで『JNNイブニング・ニュース』全国パート終了後、同年4月5日からは『報道特集NEXT』終了後に放送。

## キャスター
平日
- 後藤健（TBC報道部記者）
- 川尻友紀子（TBCアナウンサー）（2007年4月から） - 『総力報道!THE NEWS TBC』も続投。
- TBCスポーツ担当アナウンサー（松尾武・守屋周・飯野雅人・猪井操子がシフトで担当。）
- 鈴木智恵（気象予報士、元FM岩手アナウンサー） - 『総力報道!THE NEWS TBC』も続投。

後藤が不在の場合はスポーツ担当アナウンサーが、川尻が不在の場合はTBCの女性アナウンサーが代わりに担当した。
- 過去に担当したアナウンサー
  - 宮田敬子（TBCアナウンサー）（2005年4月から2007年3月）
  - 佐藤正則（気象予報士）（2005年4月から2008年3月）

週末
- TBCのアナウンサーがシフトで担当。

## 内容
平日
- その日の県内のニュースの他に毎日特集コーナーを設けている。
- スポーツコーナーは主に楽天イーグルスやベガルタ仙台の話題を伝えている。
- 天気予報（ヤン坊マー坊天気予報）は明日の宮城県内の天気をTBC独自（私立TBC気象台）の予報を出している。
- 2007年]7月2日からは建設していた情報センターがオープンし、同時にセットがリニューアルし、ハイビジョン制作・ステレオ放送となった。
- 2008年9月29日より18:48頃から東京から全国のスポーツニュース（イブニング・ファイブ内）コーナーが入った。
- TBC Exciting Ballparkが18:16からの場合は17:11 - 17:50に前倒しで放送する（勿論イブニング5は17:11飛び降り）。
- ステーションブレイクなしでそのまま次の番組（18:55 - ）に入る。

週末
- 県内ニュースをストレートで伝えている（以前は通常の『河北新報ニュース』というタイトルだった）。『報道特集NEXT[1]』が始まった2008年4月改編以降もTBCの土曜夕方ローカルニュースは従前通り18:50より独立番組として放送しており、『報道特集NEXT[1]』内17:44頃のローカルニュース枠では首都圏ニュースをローカル差し替え無しにそのまま放送している。

## その他
- 平日 15:53からの『TBCニュース』ではその日の本番組の内容を紹介する。
- 題字及び見出し字は全国パート『イブニング・ファイブ』と同一デザインである（アニメーションはオリジナル）（テレビユー山形の『TUYイブニング・ニュース』、テレビユー福島の『イブニング・シックス』、チューリップテレビの『JNNイブニング・ニュースとやま』、中国放送の『イブニング・ニュース広島』、宮崎放送の『MRTイブニング・ニュース』の題字・見出し字も本番組と同一デザイン）。